# Piet Esser: Verbeelden van het zien
Piet Esser: Verbeelden van het zien is een Nederlandse documentaire uit 2009 over portretbeeldhouwer Piet Esser (1914 – 2004). Esser was van 1946 tot 1979 hoogleraar aan de Rijksacademie in Amsterdam. In de eerste tien jaar na de Tweede Wereldoorlog beleefde Esser zijn grootste roem.
In de documentaire vertellen oud-leerlingen over hem als leermeester. De documentaire, geschreven en geregisseerd door Hansje Ran en geproduceerd door Phanta Vision Film International (Marijn de Vries), bestaat verder voor een groot deel uit privéopnamen van Esser en zijn kleindochter. 